# Bateau-école

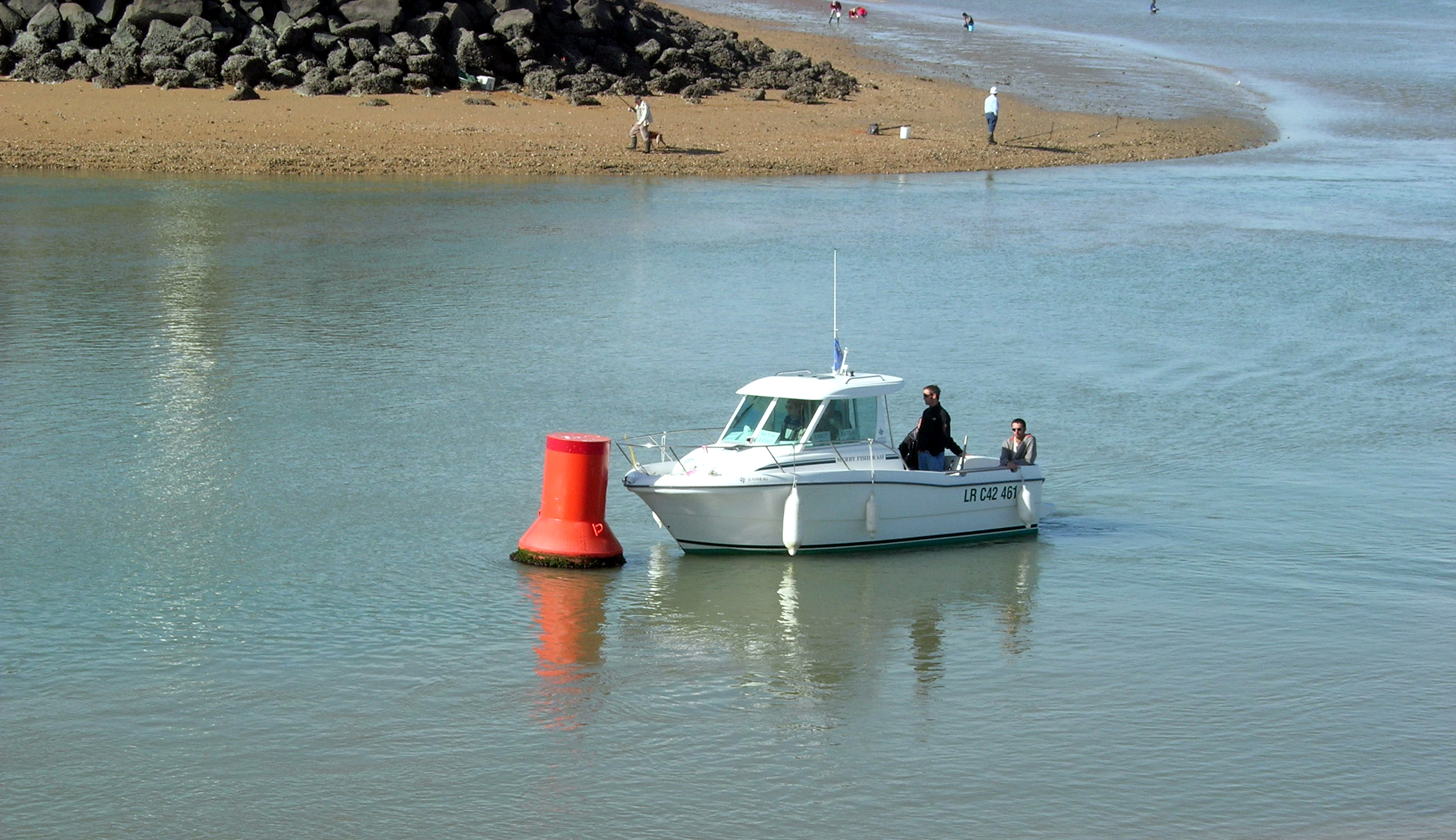
Exercices d'un bateau école à l'entrée du port des Minimes

Les bateaux-écoles sont des établissements de formation destinés à préparer les candidats à l'examen du permis de conduire les bateaux à moteur.
Si le fonctionnement d'un bateau-école peut sembler similaire à celui d'une auto-école, la philosophie est radicalement différente.
Il n'y a aucun rapport entre les formations délivrées, le monde maritime étant beaucoup moins contraint que celui de la route.
Les bateaux-écoles sont parfois associés à d'autres activités, comme la vente de bateaux, la location ou le chantier naval.
La localisation des bateaux-écoles est bien entendu contrainte par la nécessité de la formation pratique, et donc par l'accès à la mer ou à une voie navigable.

## Agrément des établissements de formation
Depuis le 1er janvier 2008, seuls les établissements bateau école agréés sont autorisés à délivrer un enseignement.
L'agrément est délivré aux établissements par la Direction Départementale des Affaires Maritimes (DDAM). Cet agrément est subordonné au respect de règles concernant les locaux, le bateau, le plan d'eau utilisé pour la formation et les procédures d'échanges d'information avec l'administration. De plus, l'établissement doit désigner un responsable pédagogique et ses moniteurs aux autorités. Le responsable pédagogique et les moniteurs doivent être titulaire d'une autorisation d'exercer délivrées par la DDAM.

## Les permis délivrés
Pour tout navire dont la puissance du moteur est supérieure à 6 chevaux.
Il n'existe pas de permis en France pour les navires de plaisance dont le mode principal de propulsion est la voile (sauf pour le navire de plaisance à utilisation commerciale correspondant à l'un des statuts d'exploitation d'un bateau conçu pour la plaisance utilisé pour le transport de passagers pris en charge par un équipage professionnel).
.
- Permis maritimes :
  - Permis plaisance option côtière : navigation limitée à 6 milles d'un abri, mais accepté sur les grands lacs.
    - extension hauturière : sans limitations.

- Permis fluviaux :
  - Permis plaisance option Eaux Intérieures : navigation sur des bateaux d'une longueur de moins de 20 m (permis fluvial).
    - extension grande plaisance en eaux intérieures : navigation sur des bateaux sans limitations de longueur.

Les permis bateau peuvent être passés aussi bien en eaux intérieures (fleuves, rivières, lacs) que sur le littoral. Ainsi, le permis bateau mer peut par exemple être passé à Paris et le permis rivière à Marseille.
Il ne faut pas confondre les bateaux-écoles avec les navires-écoles, qui sont des navires (souvent des grands voiliers) destinés à la formation des marins.